# فيرا أوبولونسكي
فيرا أوبولونسكي (بالروسية: Вера Аполлоновна Оболенская) هي عضوة روسية في المقاومة الفرنسية خلال الحرب العالمية الثانية. ألقى عليها القبض الألمان في دسمبر من عام 1943. نقلت إلى ألمانيا حيث سُجنت وحيث أُعدمت، بعد تحرير فرنسا.

## سجنها وموتها

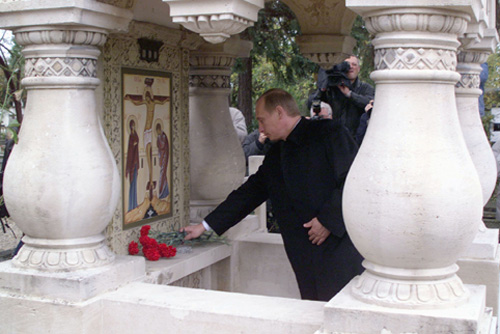
فلاديمير بوتين يزور تذكار فيرا أوبولونسكي في مقبرة سانت جونيفييف دي بوا في نونبر من عام 2000.

1. ↑   https://www.memoiredeshommes.sga.defense.gouv.fr/fr/ark:/40699/m005eb007640bb07. {{استشهاد ويب}}: |url= بحاجة لعنوان (مساعدة) والوسيط |title= غير موجود أو فارغ (من ويكي بيانات) (مساعدة)
2. ↑   https://maitron.fr/spip.php?article178524. {{استشهاد ويب}}: |url= بحاجة لعنوان (مساعدة) والوسيط |title= غير موجود أو فارغ (من ويكي بيانات) (مساعدة)
3. ↑   https://www.memoiredeshommes.sga.defense.gouv.fr/fr/ark:/40699/m005cc7fe3aa2061. {{استشهاد ويب}}: |url= بحاجة لعنوان (مساعدة) والوسيط |title= غير موجود أو فارغ (من ويكي بيانات) (مساعدة)